# Фарах, Мумин Бахдон
Мумин Бахдон Фарах (фр. Moumin Bahdon Farah; 24 октября 1939 — 1 сентября 2009) — политик и дипломат Джибути.
В 1976 году стал министром внутренних дел, почт и телекоммуникаций в переходном правительстве во главе с Абдаллой Мухаммедом Камилем. После провозглашения независимости Джибути занимал посты министра внутренних дел (1977—1978), министра иностранных дел и сотрудничества (1978—1993) и министра юстиции, по делам мусульман и тюрем (1993—1996). С 1979 по 1996 год был генеральным секретарём и членом Политбюро правящей партии «Народное объединение за прогресс» (RPP).
В 1996 году выступил против премьер-министра Барката Гурада Хамаду, после чего был отстранён со всех постов в правительстве и партии. В том же году он был приговорён к шести месяцам тюрьмы и лишению гражданских прав на пять лет.
В 2002 году основал Социал-демократическую народную партию, которая вошла с RPP в коалицию Союз за президентское большинство. На парламентских выборах в январе 2003 года избран в Национальное собрание и работал в комиссии по внешним связям.